# Massif de la Maladeta
Le massif de la Maladeta est le plus haut massif et le premier massif glaciaire des Pyrénées. Il se situe en Espagne dans la province de Huesca (Aragon).
D'après Norbert Casteret, la source principale de la Garonne se trouve dans le massif de la Maladeta, en Aragon, où elle s'engouffre au Forau dels Aigualluts appelé par les Français trou du Toro pour rejoindre sa vallée par une résurgence aux Uelhs de Joeu. Pour les Aranais, la véritable source, l'Uelh dera Garona, se situe au Plã de Béret à proximité du port de la Bonaigua. Cette branche est en effet plus longue que le parcours antérieur et son débit plus important.

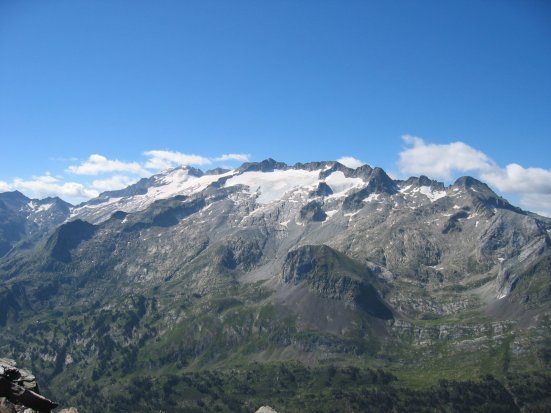
Vue de la face nord en été du massif depuis le pic de Sauvegarde.

## Toponymie
Le nom Maladeta était connu au début du XVIIIe siècle et la légende de la malédiction était déjà très prégnante.
Les dernières études en date (publiées en 1989 et 2009) indiquent un vocable aragonais, incertainement rattaché au latin maledicta (« maudite ») mais l'association de la racine préindoeuropéenne (et précelte) Mal (« mont rocheux élevé ») à la racine dicta (avancée par P. Fouché et A. Dauzat) reste douteuse,.

## Géographie
Le massif fait partie de la comarque de la Ribagorce.
| Vallée de Bénasque Massif de Perdiguère | Port de Vénasque Massif de Perdiguère |           |
| Vallée de Bénasque Massif des Posets    | massif de la Maladeta                 | Besiberri |
| Vallée de Bénasque                      |                                       |           |

### Topographie

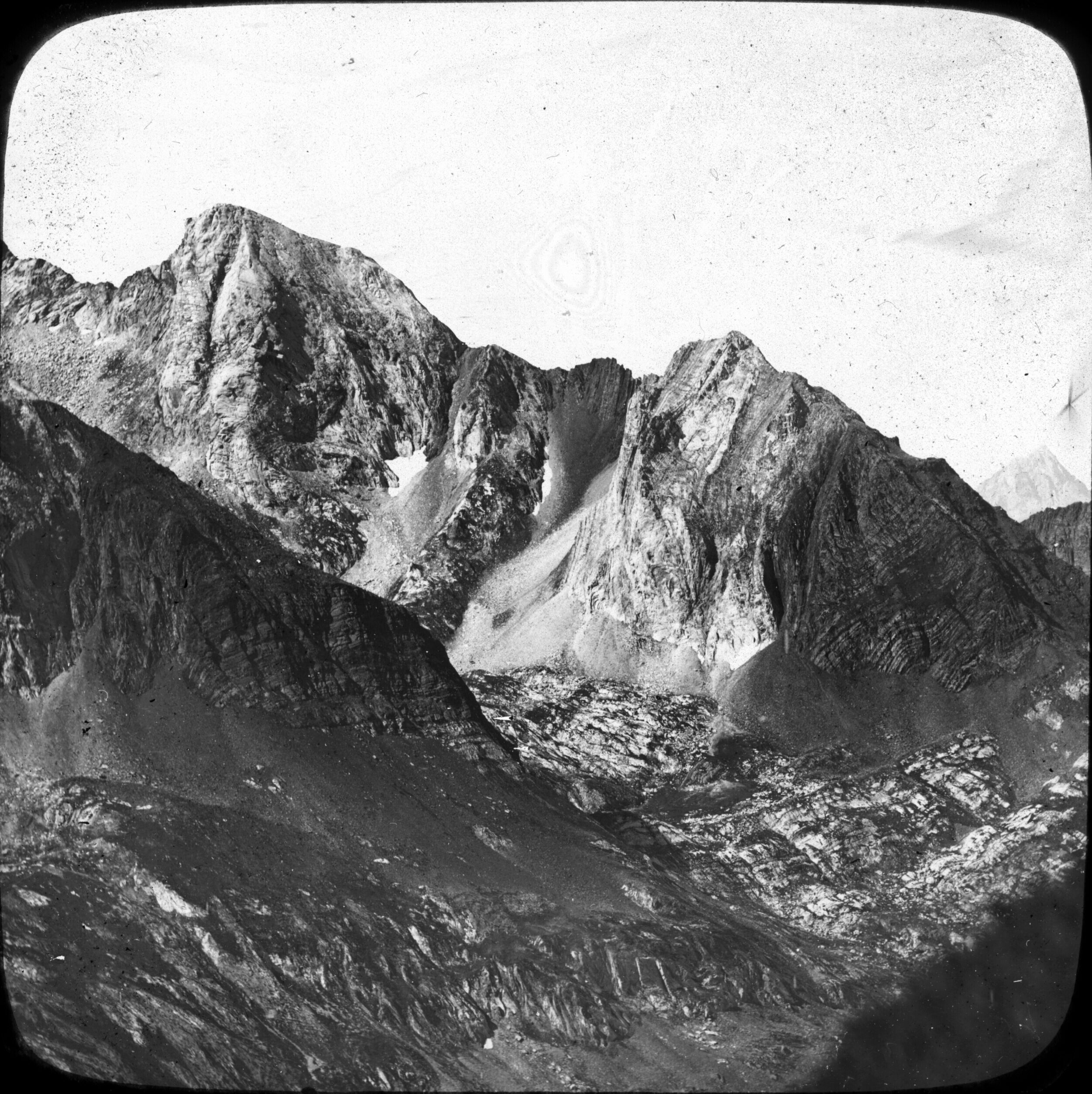
Pic d'Albe entre 1859 et 1910 (photo d'Eugène Trutat).

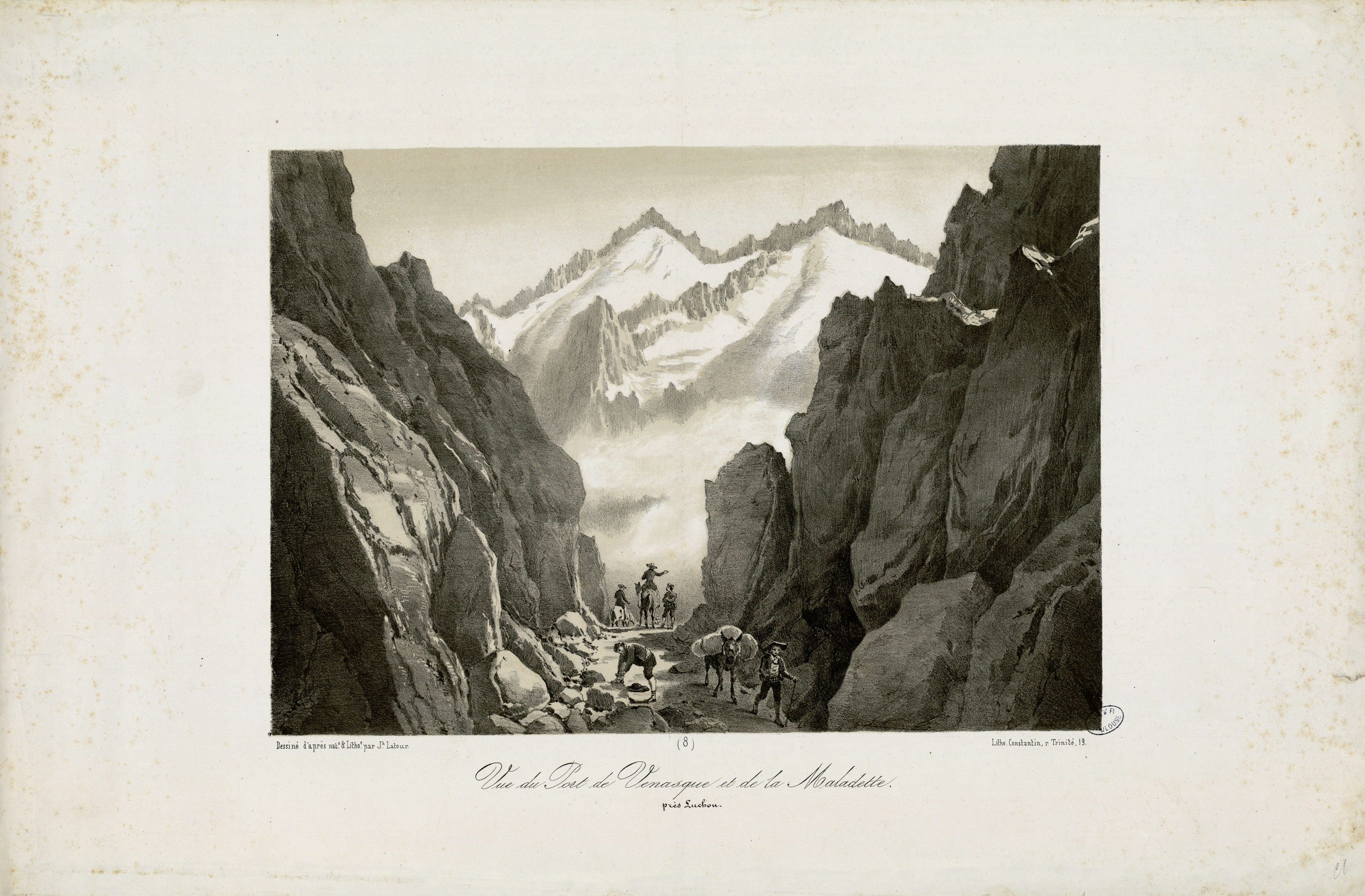
Le massif de la Maladeta et le port de Vénasque au milieu du XIXe siècle par Joseph Latour.

Le massif de la Maladeta est composée des pics suivants :
- Aneto 3 404 m
- Pic Maudit 3 354 m
- Pointe d'Astorg 3 354 m
- Épaule de l’Aneto 3 350 m
- Pico del Medio 3 346 m
- Maladeta 3 312 m
- Pico de Coronas 3 293 m
- Pic des Tempêtes 3 290 m
- 1er Pic occidental Maladeta 3 254 m
- Pic margalida 3 241 m
- 2e Pic occidental Maladeta 3 220 m
- Pic Russell 3 206 m
- 3e Pic occidental Maladeta 3 185 m
- Pic le Bondidier 3 185 m
- Diente de Alba 3 136 m
- Pic d'Albe (Pico de Alba) 3 112 m
- Tuca de Culebras 3 062 m
- Pic de Vallibierna 3 059 m
- Pic Aragüells 3 037 m
- Tuc de Mulleres 3 010 m

## Histoire

Luchon - Massif de la Maladetta vue prise à la tusse de Bargas pano par Eugène Trutat. Document conservé au Muséum de Toulouse.

## Activités

### Ascensions et randonnées
Côté espagnol, on y accède par le refuge de la Rencluse.

### Protection environnementale
Le massif de la Maladeta se situe dans la zone Natura 2000 de Posets-Maladeta sur une superficie de 34 433,55 hectares. Elle comprend, :
- la zone spéciale de conservation (en référence à la directive habitats) depuis 2010 ;
- la zone de protection spéciale (en référence à la directive Oiseaux) depuis 1995.